# Carlo Pinto
Carlo Pinto (Lecce, 28 giugno 1866 – Napoli, 6 ottobre 1938) è stato un magistrato e politico italiano.
In magistratura dal 1889, è stato pretore a Gallina, Acerenza, Capriati al Volturno, Gangi, Spaccaforno, Randazzo e Centuripe, sostituto procuratore a Campobasso e Napoli, presidente del tribunale civile di Lanciano. Dal 1909 è consigliere di corte d'appello e incaricato delle funzioni di presidente al tribunale civile e penale di Napoli. È stato in seguito procuratore generale e primo presidente della Corte d'appello di Bari, presidente di sezione della Corte di cassazione, procuratore generale della Corte d'appello di Napoli, presidente onorario di Corte d'appello. Nominato senatore nel 1933.